# Bromelia tubulosa
Bromelia tubulosa är en gräsväxtart som beskrevs av Lyman Bradford Smith. Bromelia tubulosa ingår i släktet Bromelia och familjen Bromeliaceae. Inga underarter finns listade i Catalogue of Life.